# پاپ هونوریوس دوم

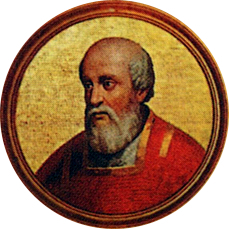

پاپ هونوریوس دوم (به انگلیسی: Honorius II) یکی از پاپ‌های کلیسای کاتولیک رم بود که در بلگانا به دنیا آمد و از ۱۱۲۴ تا ۱۱۳۰ میلادی پاپ بود.